# Silver Mountain
Silver Mountain est un groupe de heavy metal suédois, originaire de Malmö. En date, le groupe compte un total de cinq albums studio dont Shakin' Brains (1983), Universe (1985), Roses and Champagne (1988), Breakin' Chains (2001), et Before the Storm (2015).

## Biographie
Le groupe est formé en 1978 à Malmö. Le groupe, dont le nom est tiré d'une chanson de Rainbow, se composait de Jonas Hansson au chant et à la guitare, Morgan Alm à la guitare, Ingemar Pierre Quist à la basse et Martin Heath à la batterie. Le style de Silver Mountain était rapide et mélodique avec des influences classiques. Ce fut le début du genre appelé metal néo-classique.
En 1993, Jonas Hansson part rejoindre le groupe Alcatrazz avec Graham Bonnet, puis forme son propre groupe Jonas Hansson Band avec lequel il enregistrera cinq albums : No.1 (1994), Second to None (1996), The Rocks (1999), Classica (1999), et Valhallarama (2006). En 2001, la formation de Shakin' Brains se réunit temporairement pour enregistrer l'album Breakin' Chains.
En 2010, à la suite d'une campagne sur Facebook, Jonas Hansson reforme Silver Mountain pour un concert filmé réunissant cinq formations différentes. Ce devait être un concert unique à Friluftsteatern, mais le groupe continue et est à l'affiche de divers festivals. La chanson Man of No Present Existence et Silver Mountain apparaissent dans le film Så Jävla Metal sorti en octobre 2011 qui retrace l'histoire du metal suédois. En 2015 sort un nouvel album intitulé Before the Storm au label Hex Records.

## Discographie

### Albums studio
- 1983 : Shakin' Brains
- 1985 : Universe
- 1988 : Roses and Champagne
- 2001 : Breakin' Chains
- 2015 : Before the Storm

### Single
- 1979 : Man of No Present Existence / Axeman and the Virgin

### Compilations
- 1982 : Skånsk Rock I (chanson She Needs)
- 1986 : Hibiya - Live in Japan '85 (album live)
- 1998 : Silver Mountain Best

### DVD
- 2011 : A Reunion Live - September 4th, 2010 at Friluftsteatern, Malmö, Sweden

## Membres

### Membres actuels
- Jonas Hansson - chant, guitare
- Per Stadin - basse
- Erik Björn Nielsen - claviers
- Mats Bergentz - batterie (depuis 2010)

### Anciens membres
- Morgan Alm - guitare (sur le premier single et A Reunion Live)
- Ingemar Stenquist - basse (sur le premier single et A Reunion Live)
- Martin Heath - batterie (sur le premier single)
- Anders Johansson - batterie (sur Shakin' Brains et Breakin' Chains)
- Jens Johansson - claviers (sur Shakin' Brains et Breakin' Chains)
- Mårten Hedener - batterie (sur Universe et A Reunion Live)
- Christer Mentzer - chant (sur Universe et A Reunion Live)
- Johan Dahlström - chant (sur Roses and Champagne et A Reunion Live)
- Kjell Gustavsson - batterie (sur Roses and Champagne)